# Pérola
Pérola este un oraș în Paraná (PR), Brazilia.